# Antibloom
Antibloom – dwunasty album studyjny kanadyjskiej grupy Silverstein, wydany 21 lutego 2025 nakładem UNFD.

## Utwory
1. „Mercy Mercy” – 3:17
2. „Don't Let Me Get Too Low” – 2:39
3. „Confession” – 3:23
4. „A Little Fight” – 1:32
5. „Skin & Bones” – 3:09
6. „I Will Destroy This” – 2:45
7. „Stress” – 2:59
8. „Cherry Coke” – 3:08

## Twórcy
Skład zespołu
- Shane Told – śpiew
- Josh Bradford – gitara rytmiczna
- Paul-Marc Rousseau – gitara prowadząca, koprodukcja
- Paul Koehler – perkusja, menedżment
- Billy Hamilton – gitara basowa, śpiew

Inni zaangażowani
- Sam Guaiana – produkcja, miksowanie[5]

## Opis
Album promowały teledyski do utworów singlowych: „Skin & Bones” (2024, reż. Wyatt Clough), „Confession” (2024, reż. Wyatt Clough), „Don't Let Me Get Too Low” (2025, reż. Wyatt Clough), „I Will Destroy This” (2025, reż. Wyatt Clough).
W związku z zapowiedzią publikacji dwupłytowego wydawnictwa kontynuacją Antibloom będzie krążek Pink Moon, którego premierę wyznaczono na 12 września 2025.